# 罗特河 (巴登-符腾堡州)
48°18′47″N 9°54′0″E / 48.31306°N 9.90000°E

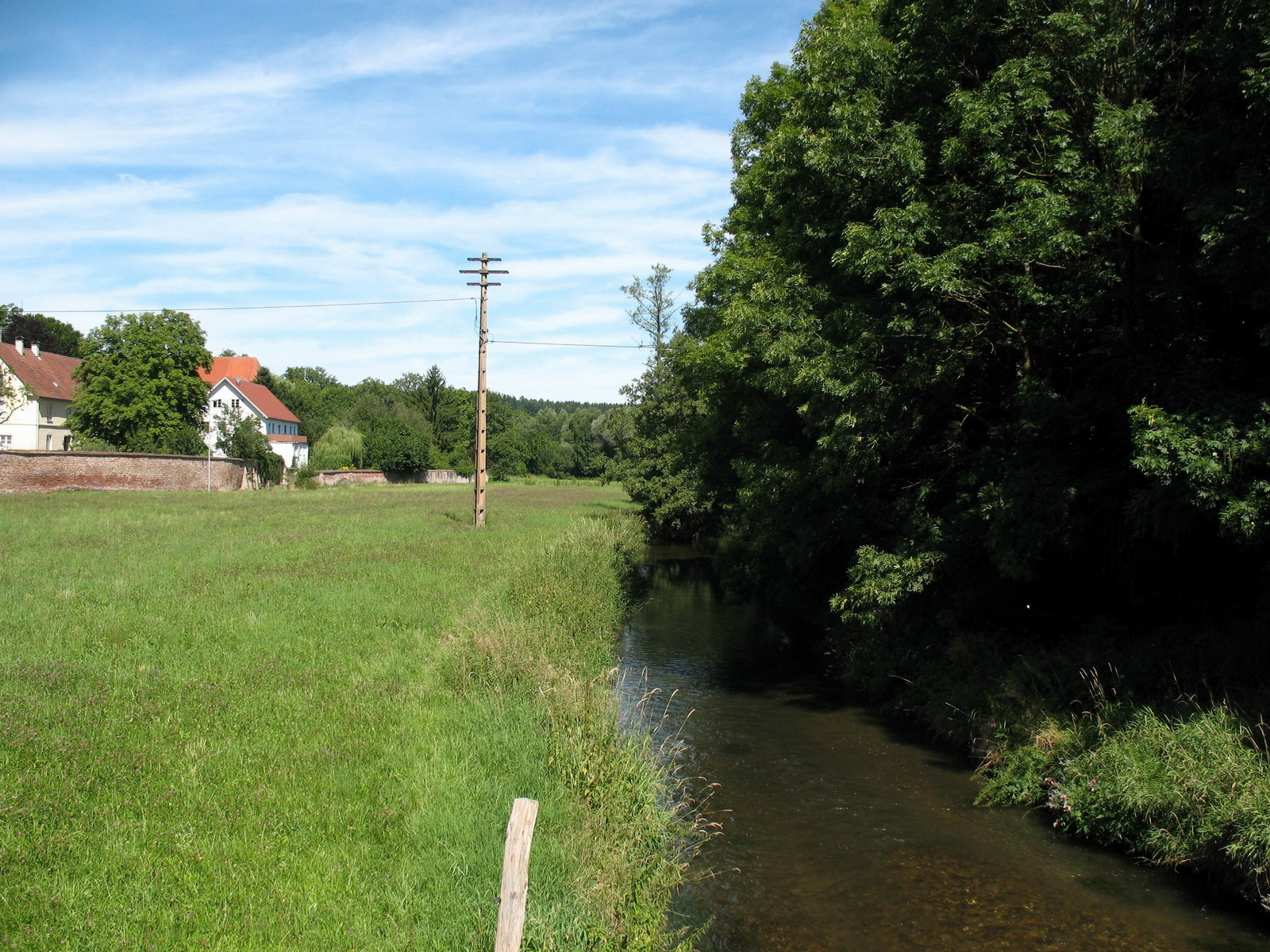

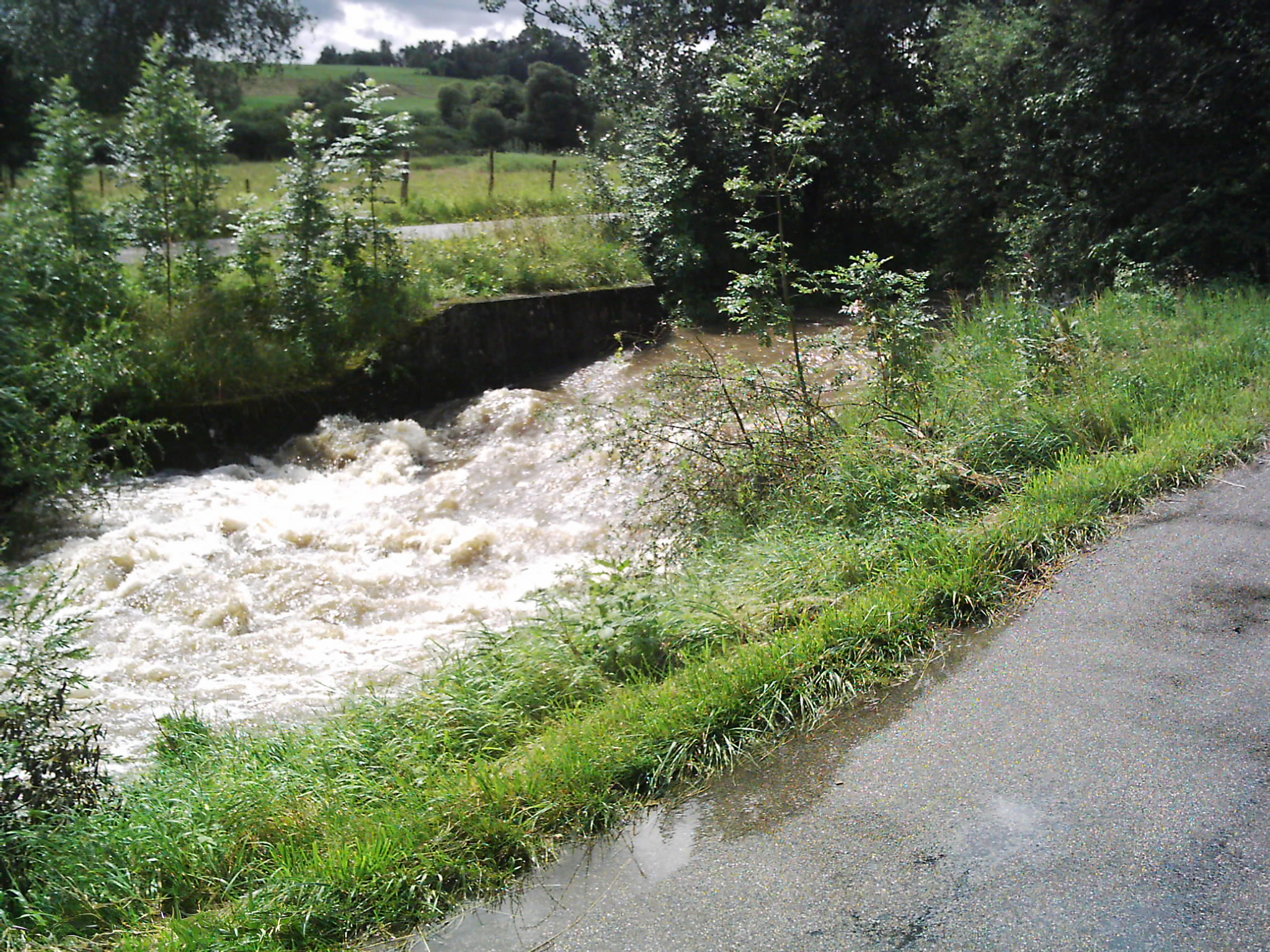

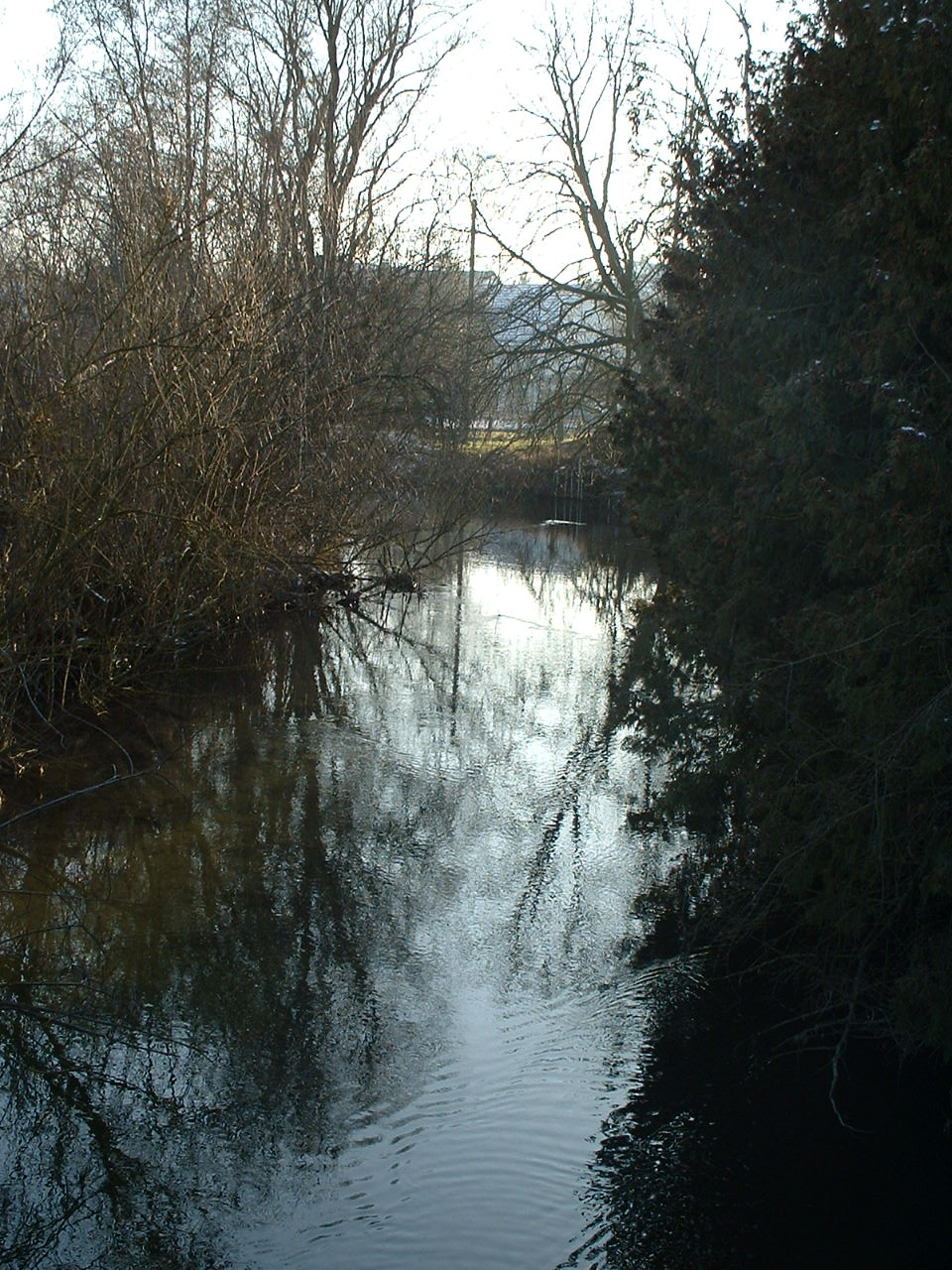

羅特河（德語：Rot，發音：[ʁoːt] ⓘ）是德國巴登-符騰堡州的河流，屬於多瑙河的支流，發源自羅特河畔羅特，河道全長54公里，平均流量約每秒10立方米。